# Southwestern Athletic Conference

La Southwestern Athletic Conference è un'associazione sportiva universitaria di tutto il panorama sportivo statunitense, fondata nel 1920.
Delle sei squadre che fondarono la conference, l'unica attualmente presente è Prairie View A&M; i club attualmente presenti sono 12.

Gli atenei sono provenienti dal Sud e la sede si trova a Birmingham, nell'Alabama.

## Le squadre
- Alabama A&M Bulldogs
- Alabama State Hornets
- Alcorn State Braves
- Arkansas–Pine Bluff Golden Lions
- Bethune–Cookman Wildcats
- Florida A&M Rattlers
- Grambling State Tigers
- Jackson State Tigers
- Mississippi Valley State Delta Devils
- Prairie View A&M Panthers
- Southern Jaguars
- Texas Southern Tigers